# 谭茹殷
谭茹殷（1994年7月17日—），广东湛江人，中國女子職業足球運動員，司職中場，現效力於中國女子足球超級聯賽广东女子足球队。曾随队参加2016年里约奥运会和2019年女子足球世界杯赛。

## 外部連結
- 谭茹殷 – FIFA國際賽競賽紀錄 (存檔)
- Soccerway資料庫：谭茹殷